# Minoru Ōta
Minoru Ōta (大田 実, Ōta Minoru, 7 de abril de 1891 – 13 de junio de 1945) fue un almirante de la Armada Imperial Japonesa durante la Segunda Guerra Mundial, y el último comandante de las fuerzas navales japonesas que defendieron la Península de Oroku durante la batalla de Okinawa.

## Biografía
Ōta nació en Nagara, Chiba.  Se graduó obteniendo la 64.º posición dentro de un total de 118 cadetes de la 41.ª clase de la Academia Naval Imperial Japonesa en 1913. Ōta cumplió su deber de guardiamarina a bordo del crucero Azuma en su viaje de formación a larga distancia en Honolulu, San Pedro (Los Ángeles), San Francisco, Vancouver, Victoria, Tacoma, Seattle, Hakodate y Aomori. Tras su regreso a Japón, fue asignado al acorazado Kawachi y posteriormente sirvió como alférez en el acorazado Fusō. Tras ser ascendido a teniente en 1916,  regresó a la escuela de artillería naval, pero se vio obligado a tomar un año de servicio activo entre noviembre de 1917 y septiembre de 1918 debido a que padeció de tuberculosis. En su regreso al deber activo,  completó los curso en la escuela de torpedo y adelantó cursos en artillería naval. Después de breves recorridos de servicio en los acorazados Hiei y Fusō,  regresó en calidad de instructor de la Universidad de Ingeniería Naval.

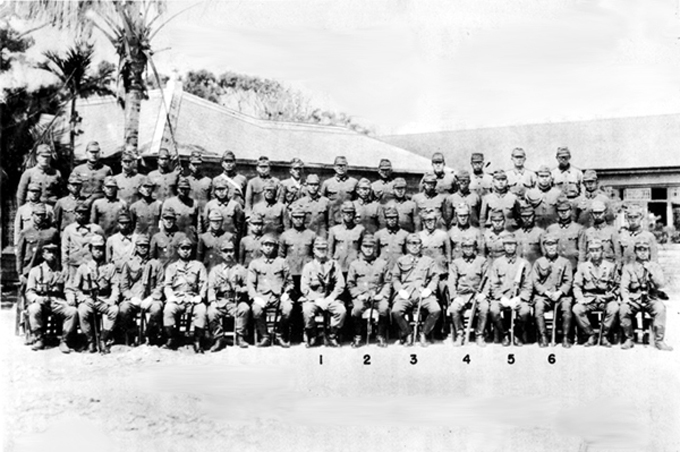
Comandantes japoneses en la isla Okinawa, antes de que iniciara el combate.

Ōta también tenía experiencia con las Fuerzas Navales Especiales Japonesas japonesas (SNLF, el equivalente japonés de los Royals Marines), debido a que le habían asignado un batallón del SNLF en la Batalla de Shanghái de 1932. Fue promovido a comandante en 1934. En 1936 fue nombrado oficial ejecutivo del acorazado Yamashiro y finalmente recibió su primer comando, que era el buque de aprovisionamiento logístico Tsurumi en 1937.  Fue promovido a capitán en diciembre de ese mismo año.

### Segunda Guerra Mundial
En 1938, con el inicio de la segunda guerra sino-japonesa, Ōta fue asignado para que estuviese al mando Kure 6.º SNLF. En 1941,  fue asignado a la orden del SNLF bajo la Flota Japonesa en Territorio Chino en Wuhan, China. Regresó a su país al año siguiente, y estuvo al mando de la 2.º Fuerza Especial de Aterrizaje Combinada aquello que estaba destinada a la toma de Midway en caso de una victoria japonesa ante la Armada de los Estados Unidos en la batalla de Midway. A pesar de que esto nunca sucedió, fue promovido a contraalmirante y lideró la 8.º Fuerza Especial de Aterrizaje Combinado en la isla de Nueva Georgia contra el Primer Batallón de Asalto Estadounidense. Luego desempeñó diversos cargos administrativos hasta el mes de enero de 1945, cuándo fue reasignado a la isla de Okinawa para liderar la Fuerza Naval japonés, como parte de reforzar al ejército japonés antes de una posible invasión por las fuerzas Aliadas.
En Okinawa, Ōta estuvo al mando de un ejército de 10.000 unidades. Sin embargo, la mitad de ellos eran trabajadores civiles reclutados bajo una formación mínima, y el resto eran artilleros de varios buques de guerra con poca experiencia en el combate terrestre. Las fuentes aliadas son contradictorias en su rol como comandante de los elementos navales en Okinawa. Algunos citan a Ōta como un hombre ser capaz de organizarlos y conducirlos a una fuerza efectiva, la cual peleó agresivamente contra las fuerzas Aliadas, "retirándose lentamente de vuelta hacia la fortificada península de Oroku." Pero los elementos navales, con excepción de las islas periféricas, tenían sus principales bases en la península de Oroku, desde el principio de la batalla. Hiromichi Yahara, coronel del 32.º Ejército y encargado de la planificación de operaciones, describió un fallo entre las comunicaciones para que los elementos navales de Ota se retiraran de Oroku y fueran a reforzar al ejército que estaban más al sur de esta. Lo que realmente sucedió fue lo siguiente: Ōta inició los preparativos cerca del 24 de mayo, para la retirada de todos los elementos navales hacia al sur, para que apoyaran al ejército. Destruyó la mayoría de los equipamientos pesados, existencias de municiones e incluso, sus propias armas. Mientras que a mediados de marzo en el sur, el 32.º Ejército ordenó a Ōta que volviese hacia Oroku, citando que se había equivocado en la hora estimada (las explicaciones varían). Los elementos navales regresaron a sus posiciones anteriores sin armas pesadas y casi la mitad de las tropas no poseía un rifle. Los estadounidenses, quienes no se percataron de la retirada inicial, abrieron fuego y cortaron comunicaciones con la península por ataques terrestres hacia el norte, y un último aterrizaje marítimo detrás de las posiciones de la Armada. Viéndose derrotados, los elementos navales comenzaron a suicidarse mediante cualquier arma disponible, en la que algunos transportaban su última carga en las salidas de las cavernas. Según el museo del Cuartel General Subterráneo Naval en Okinawa, "muchos soldados decidieron suicidarse" dentro del búnker de mando, incluyendo Ōta.

Habitación del Comandante de los cuarteles subterráneos de la Armada. En este lugar, Ōta se suicidó.

El 6 de junio, el comandante Ota envió un telegrama al Vicealmirante de la Marina. El 11 de junio de 1945, la 6.ª División de Marines rodeó las posiciones de Ōta y éste envió un mensaje de despedida al Cuartel General del 32.º Ejército a las 16:00 h del 12 de junio. El 13 de junio, Ōta se suicidó con una pistola. Fue promovido póstumamente a vicealmirante.

## Telegrama dirigido al Vicealmirante[10]

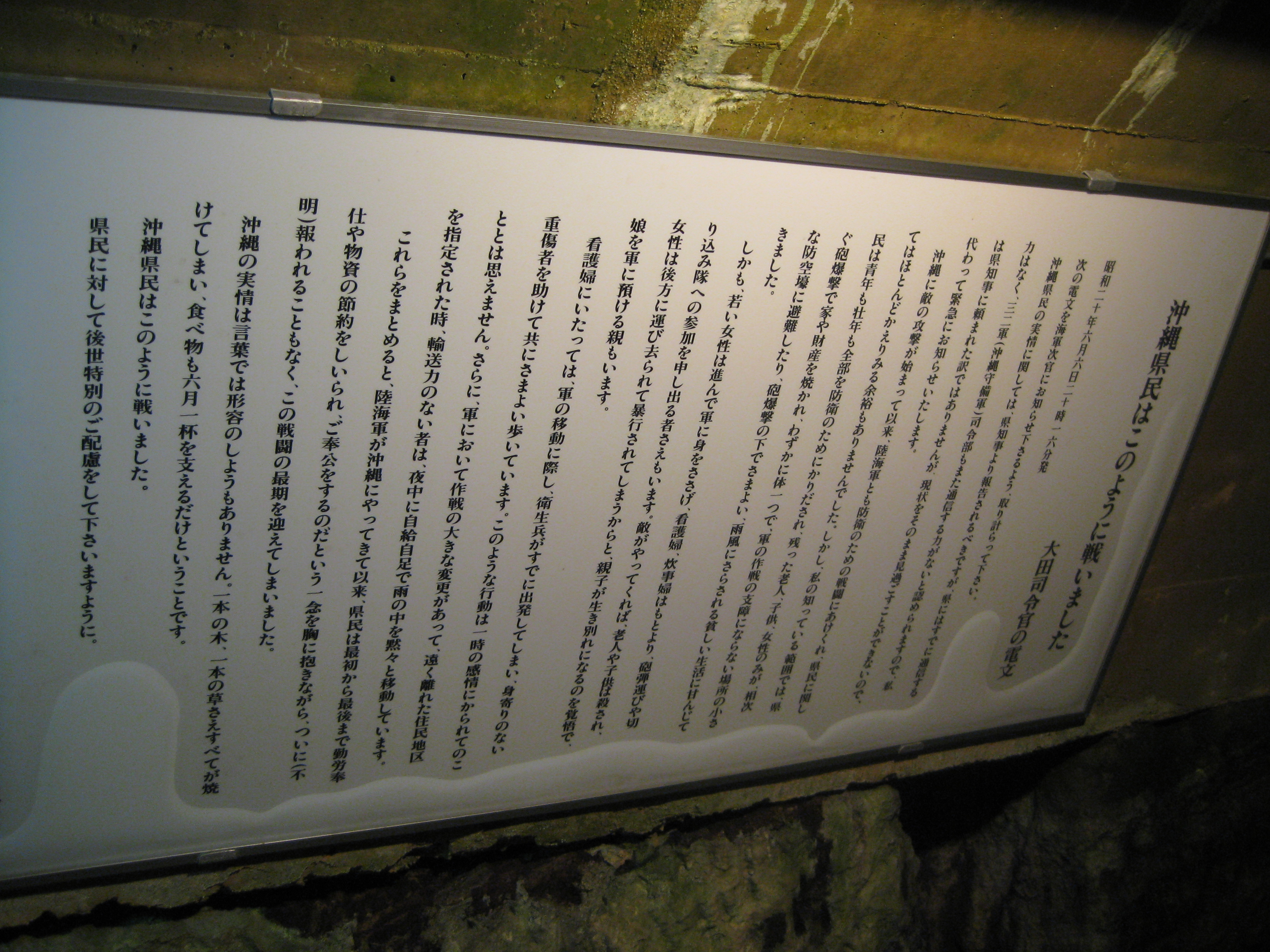
Último telegrama al Vicealmirante.(Traducción moderna al japonés)

Enviado a las 20:16 h del 6 de junio de 1945:
“Aunque es el Gobernador quién debería transmitir este reporte sobre la actual situación de los habitantes de Okinawa, ahora mismo no tiene disponible ninguna forma de comunicarse y el 32.º Ejército del Cuartel General parece estar muy ocupada con su propia correspondencia. De todos modos, debido a la situación crítica en la que estamos, me dispongo a enviar este reporte urgente sin el consentimiento del Gobernador. Desde que empezó el ataque del enemigo, nuestro Ejército y Armada han estado luchando en batallas defensivas y no han podido atender a los habitantes de la prefectura. Consecuentemente, debido a nuestra negligencia, esta gente inocente ha perdido sus casas y propiedades en los sucesivos bombardeos enemigos. Cada hombre ha sido reclutado para participar en la defensa, mientras que las mujeres, niños y ancianos se vieron obligados a esconderse en pequeños refugios subterráneos que no son tácticamente importantes pero están expuestos a los bombardeos o inclemencias del tiempo.  Las chicas se han dedicado a tareas de enfermería y cocina para los soldados y han llegado hasta el punto de ofrecerse para llevar municiones, o unirse en el ataque al enemigo. Esto deja a la gente del pueblo vulnerables ante los ataques enemigos, y serán probablemente asesinados. En su desesperación, algunos padres han pedido a los militares que defiendan a sus hijas de las violaciones por parte del enemigo, preparándose para no volver a verlas nunca más.
Las enfermeras, con soldados heridos, vagan sin rumbo porque el equipo médico se ha ido dejándolas atrás. El Ejército ha cambiado su operativa ordenando a la gente que se desplacen hacia lejanas áreas residenciales, pero aquellos que no tienen disponible ningún medio de transporte, caminan en la oscuridad y la lluvia mientras buscan algo de comida para sobrevivir. Desde que nuestro Ejército y Armada ocuparon Okinawa, los habitantes de la prefectura han sido forzados a hacer el servicio militar y labores duras, al tiempo que han sacrificado todo lo que poseían, incluyendo también las vidas de las personas que aman. Han servido con lealtad. Ahora nos acercamos al final de la batalla, pero ellos quedarán sin ser reconocidos, sin recompensa. Viendo esto, me siento profundamente deprimido y no tengo palabras para ellos.
Los árboles, las plantas han desaparecido. Incluso las algas están quemadas. Para finales de junio no habrá más comida. Así es como los habitantes de esta isla han luchado en esta guerra. Por esta razón, pido que les den a los habitantes de Okinawa una consideración especial a partir de este día